# 袁牧之故居
29°51′31.43″N 121°32′16.06″E / 29.8587306°N 121.5377944°E
袁牧之故居位于中国浙江省宁波市海曙区杨家桥巷1号，清朝建筑，为电影事业家袁牧之的故居，建筑主体坐西朝东，共两层，为传统的清代三合院建筑，由主楼、东西厢房组成，现为袁牧之主题电影馆，2023年9月1日公布为宁波市文物保护单位。